# Physemus punctatus
Physemus punctatus är en skalbaggsart som beskrevs av Wooldridge 1976. Physemus punctatus ingår i släktet Physemus och familjen lerstrandbaggar. Inga underarter finns listade i Catalogue of Life.